# The Housemartins
Housemartins (с англ. — «Городские ласточки, Воронки́») — британская музыкальная группа середины 1980-х годов, игравшая в стиле инди-поп/поп-рок. В РФ больше известна как группа, в которой начинал Норман Кук (Fatboy Slim). Отличалась тем, что все участники коллектива обладали хорошими голосами и участвовали в подпевках.

## История
Была создана в 1983 году по инициативе Пола Хитона, который до этого уже играл во время учёбы в университете в команде Stomping Pond Frogs вместе с Норманом Куком. Подав объявление о поиске уличных музыкантов, он познакомился с гитаристом Стэном Каллимором. Так образовался дуэт, который решено было назвать «Хаусмартинс».
Вскоре группу стали приглашать с концертами, в частности, они выступали на разогреве у «Смитс». В состав добавились басист Тед Кей, пробывший недолго и вскоре заменённый Норманом Куком, и ударник Хью Уитейкер. Группу стали показывать по телевидению. В октябре 1985 вышел первый сингл коллектива Flag Day, стартовавший со 124-го места в хит-параде. В мае и ноябре 1986 года вышли самые успешные записи «Хаусмартинсов» — Happy Hour и Caravan of Love — песня группы «Айзли/Джаспер/Айзли», перепетая в стиле а капелла; эта песня заняла 1-е место в британском музыкальном хит-параде, однако, была недружелюбно воспринята многими поклонниками. Осенью 1986 года вышел первый альбом музыкантов, проданный в одной только Великобритании тиражом в 500 000 экземпляров.
В 1987 году группе была вручена награда «Брит эвордс» за лучший прорыв. Однако среди музыкантов уже начались разногласия. Покинул коллектив Уитейкер. Впрочем, второй альбом был всё-таки выпущен, и он достиг 9-го места в хит-параде.
В начале 1988 года Пол Хитон, понимая, что раздоры в группе одолеть не удалось, объявил о прекращении существования коллектива. На прощание в апреле был выпущен сборник Now That’s What I Call Quite Good.
Разойдясь, музыканты основали новые коллективы, Норман Кук создал группу Beats International, а Хитон и Хемингуэй — The Beautiful South.

## Дискография
- октябрь 1986 — London 0 Hull 4
- 1987 — The People Who Grinned Themselves to Death

## Интересные факты
Советский молодёжный журнал «Ровесник» в середине 1980-х годов в одном из своих номеров, вставил песню группы Get up off our knees в качестве примера того, как на Западе люди борются за свои права. Текст песни под заголовком «Восстанем с колен» гласил о том, что кто-то ёжится от холода, кто-то получает награды, а кто-то греется в собственных дворцах.